# Wolfgang Titius
Wolfgang Titius (* 24. Juni 1952 in Bremen) ist ein deutscher Arzt und Admiralarzt außer Dienst. Von 2011 bis 2014 war er Chefarzt des Bundeswehrkrankenhauses Berlin.

## Militärische Laufbahn
Nach dem Abitur 1972 an der Friedrich-Paulsen-Schule in Niebüll verpflichtete er sich für zwei Jahre als Soldat auf Zeit bei der Deutschen Marine. Er war in dieser Zeit im Navigationsdienst auf der Geleitfregatte Köln eingesetzt. 1974/75 war er zu einem privaten Arbeits- und Studienaufenthalt in Namibia. 1975 wurde er Wiedereinsteller bei der Bundeswehr und studierte als Sanitätsoffiziersanwärter Humanmedizin an der Universität Hamburg. 1981 erhielt die Approbation und wurde zum Doktor der gesamten Heilkunde promoviert. Von 1981 bis 1983 war Titius Assistenzarzt am Bundeswehrkrankenhaus Hamburg, anschließend von 1983 bis 1986 Truppenarzt in der Marinesanitätsstaffel Flensburg und Geschwaderarzt beim 3. Schnellbootgeschwader in Flensburg. Von 1986 bis 1987 war Titius für ein Jahr Assistenzarzt in der Chirurgie (Junior Resident) und Medical Observer am Naval Hospital Bethesda und Naval Medical Research Institute in Bethesda, Maryland (USA). 1987 bis 1992 war er Assistenzarzt in den Abteilungen für Unfallchirurgie und Allgemein-, Viszeral- und Thoraxchirurgie am Bundeswehrzentralkrankenhaus Koblenz. 1992 erhielt er die Anerkennung des Facharzttitels als Facharzt für Chirurgie. Anschließend war er von 1992 bis 2003 als Oberarzt der Abteilung Allgemein-, Viszeral- und Thoraxchirurgie am Bundeswehrkrankenhaus Koblenz eingesetzt. Hierbei  ließ er sich 1997, beziehungsweise 1998 zusätzlich zum Facharzt für Viszeralchirurgie und Facharzt für Thoraxchirurgie weiterbilden. 1998 war Titius Deutscher Vertreter in der NATO Task Group Ballistischer Körperschutz, als Wehrwissenschaftliche Tätigkeit in der Defence Clothing and Textiles Agency in Colchester (GBR), gleichzeitig Consultant Surgeon im National Health Service in England, bis er 2003 Abteilungsleiter für Chirurgie am Bundeswehrkrankenhaus Amberg wurde. 2004 war er Trauma Fellow an der Witwatersrand-Universität in Südafrika, Chirurg im Chris Hani Baragwanath Hospital, Johannesburg. Von 2006 bis 2010 war Titius Abteilungsleiter Controlling im Sanitätsführungskommando in Koblenz. 2008 erwarb er einen berufsbegleitenden MBA in Health Care Management an der EBS Universität für Wirtschaft und Recht in Oestrich-Winkel. Von 2010 bis 2011 war er als Abteilungsleiter im Sanitätsführungskommando in Koblenz für die Bundeswehrkrankenhäuser verantwortlich. 2011 wurde er Chefarzt am Bundeswehrkrankenhaus Berlin. Im Dezember 2014 übergab er diesen Dienstposten an Flottenarzt Knut Reuter und wurde nach 41 Dienstjahren in den Ruhestand versetzt.

### Auslandseinsätze
- 1991 Erdbebenhilfe im Iran
- 1993 UNTAC Kambodscha
- 1995 UNPF Kroatien
- 1999 KVM Kosovo
- 2002 Enduring Freedom Djibouti
- 2004 SFOR Bosnien
- 2006 EUFOR RD Congo Kongo
- 2006 ISAF Afghanistan
- 2007 ISAF Afghanistan
- 2008 Kambodscha
- 2008 Leiter einer sanitätsdienstlichen Beratergruppe im Jemen

### Auszeichnungen
- 1993 UN - Medaille UNTAC
- 1995 UN - Medaille UNPF
- 1998 Ehrenkreuz der Bundeswehr in Gold
- 1999 Einsatzmedaille der Bundeswehr KVM
- 2002 Einsatzmedaille der Bundeswehr Enduring Freedom
- 2003 Verdienstorden 3. Klasse des Verteidigungsministers der Tschechischen Republik
- 2004 Einsatzmedaille der Bundeswehr SFOR
- 2006 Einsatzmedaille der Bundeswehr ISAF
- 2009 Verdienstorden der Bundesrepublik Deutschland am Bande